# Katze (Belagerungsgerät)

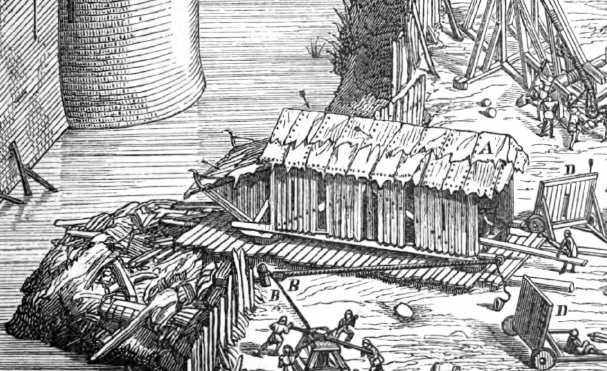
Mittelalterliche Katze während einer Belagerung

Die Katze war ein fahrbares Schutzhaus, das Angreifer im Mittelalter für die gesicherte Annäherung an eine Burg nutzten. Es war aus Holzbrettern oder Weidenrutengeflecht gefertigt und konnte an den Seiten offen oder geschlossen sein. Es war damit ein Nachfolger der schon im Altertum bekannten Schildkröten und der frühmittelalterlichen Breschhütten. Katzen konnten beachtliche Größen erreichen: Das während des Albigenserkreuzzuges bei der Belagerung von Toulouse im Jahr 1218 von Simon de Montfort genutzte Schutzhaus bot 400 Rittern und 150 Bogenschützen Platz. Katzen kamen bei Belagerungen auch als Schutz für Mineure und Sappeure bei Minier- oder Breschierarbeiten zum Einsatz. Sie wurden gegen die Wehrmauern einer Burg geschoben, damit in ihrem Schutz die Mauern untergraben werden konnten. Damit die Verteidiger die Katze nicht in Brand stecken konnten, war ihr Dach mit feuchten Grassoden, frischem Mist oder feucht gehaltenen Tierhäuten bedeckt. Für den Fall, dass ein Widder ein solches Dach besaß, wurde auch er bisweilen Katze genannt.